# Khóa nhạc

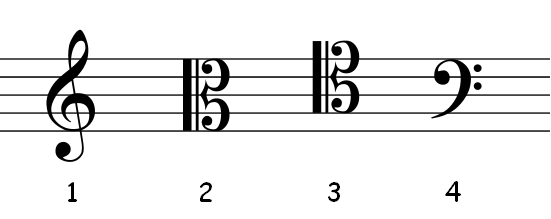
Bốn khóa nhạc thông dụng nhất:
1. Khóa treble (Khoá bổng) (thuộc loại khóa Sol)
2. Khóa alto (thuộc loại khóa Đô)
3. Khóa tenor (thuộc loại khóa Đô)
4. Khóa bass (khoá trầm, thuộc loại khóa Fa)

Khóa nhạc (tiếng Pháp: clef, nghĩa là "cái chìa khóa") là một ký hiệu trong soạn nhạc, dùng để biểu lộ cao độ của nốt nhạc được viết ra. Khóa nhạc được đặt trên một trong các dòng kẻ tại đầu khuông nhạc, biểu thị tên và cao độ của nốt nhạc nằm trên dòng kẻ đó. Dòng này đóng vai trò cột mốc tham chiếu để dựa vào đó suy ra tên của các nốt nhạc nằm trên các dòng và khe còn lại của khuông nhạc.
Có ba loại khóa nhạc dùng trong hệ thống ký hiệu nhạc hiện đại: F (khóa Fa), C (khóa Đô) và G (khóa Sol). Mỗi loại gắn với nốt nhạc tham chiếu của riêng mình (tức nốt nhạc nằm cùng dòng kẻ với khóa nhạc đó).
| Khóa nhạc | Tên gọi           | Nốt tham chiếu | Dòng kẻ                                  |
| --------- | ----------------- | -------------- | ---------------------------------------- |
|           | Khóa Sol (G-clef) | G4             | Xuyên qua khúc uốn cong của khóa nhạc    |
|           | Khóa Đô (C-clef)  | C4 (Đô giữa)   | Xuyên qua phần giữa của khóa nhạc        |
|           | Khóa Fa (F-clef)  | F3             | Xuyên qua khoảng không giữa hai dấu chấm |

Sử dụng ba loại khóa nhạc này sẽ cho phép người soạn nhạc có thể sáng tác cho tất cả các nhạc cụ và giọng hát, mặc dù chúng có cữ âm rất khác nhau (nghĩa là âm thanh do khóa này quy định có thể cao hơn hoặc thấp hơn nhiều so với khóa khác). Nếu không có ba loại khóa này mà chỉ dùng một loại thì sẽ gặp khó khăn bởi vì khuông nhạc hiện đại chỉ có năm dòng kẻ, mà số lượng cao độ do khuông nhạc này (kết hợp với các dòng kẻ phụ) tạo ra vẫn ít hơn so với số cao độ mà một dàn nhạc có thể tạo ra. Việc sử dụng các khóa nhạc khác nhau cho các nhạc cụ khác nhau và các giọng hát khác nhau sẽ cho phép nhạc sĩ có thể viết từng bè nhạc một cách thoải mái trên một khuông nhạc mà ít phải kẻ thêm nhiều dòng kẻ phụ. Khóa Sol thường dùng cho những bè nhạc chứa các nốt cao độ cao, khóa Đô dành cho bè chứa các nốt có cao độ tầm trung còn khóa Fa dành cho bè chứa các nốt cao độ thấp. Trường hợp ngoại lệ là khi viết bè nhạc dành cho các nhạc cụ dịch âm (transposing instrument) bởi vì cao độ thể hiện trên bè nhạc cho chúng thường khác biệt so với cao độ thực của chúng, thường là khác nhau cả một quãng tám.

## Vị trí trên khuông nhạc
Về mặt lý thuyết, nhằm tạo tiền đề để sáng tác với các cự âm khác nhau thì có thể đặt bất cứ khóa nhạc nào lên bất cứ dòng kẻ nào của khuông nhạc. Nếu đặt ở các dòng kẻ càng thấp thì cự âm càng cao; ngược lại, đặt ở các dòng càng cao thì cự âm càng thấp.
Do khuông nhạc có năm dòng kẻ nên khi kết hợp với ba khóa nhạc thì có vẻ sẽ cho ra 15 cách đặt khóa nhạc. Tuy nhiên, sáu cách trong số này là dư thừa. Ví dụ, khóa Sol đặt trên dòng kẻ thứ ba thì giống với khóa Đô đặt trên dòng kẻ thứ nhất, hoặc khóa Đô đặt trên dòng kẻ thứ năm thì tương đương khóa Fa đặt trên dòng kẻ thứ ba phổ biến hơn nhiều. Như vậy, chỉ còn chín cách đặt khóa nhạc. Tất cả các cách này đều đã xuất hiện trong lịch sử: khóa Sol đặt ở dòng 1 và dòng 2, khóa Fa đặt ở dòng 3, 4 và 5, còn khóa Đô đặt ở bất cứ dòng nào trừ dòng 5 (bởi lý do đã nêu ở ví dụ trên), vì thế khóa Đô còn được đặt biệt danh là "khóa Đô khả động".
Mỗi khóa nhạc lại có danh xưng riêng căn cứ vào cự âm mà nó phù hợp nhất.
| Khóa Sol 1. Khóa vĩ cầm Pháp 2. Khóa treble | Khóa Đô 3. Khóa soprano 4. Khóa mezzo-soprano 5. Khóa alto 6. Khóa tenor 7. Khóa Đô baritone | Khóa Fa 8. Khóa Fa baritone 9. Khóa bass 10. Khóa sub-bass | 7 và 8 là tương đương nhau. |

Khóa Sol
1. Khóa vĩ cầm Pháp
2. Khóa treble
Khóa Đô
3. Khóa soprano
4. Khóa mezzo-soprano
5. Khóa alto
6. Khóa tenor
7. Khóa Đô baritone
Khóa Fa
8. Khóa Fa baritone
9. Khóa bass
10. Khóa sub-bass
7 và 8 là tương đương nhau.

Trong âm nhạc hiện đại thường chỉ dùng bốn loại khóa: khóa treble (treble clef, tiểu thể loại của khóa Sol), khóa bass (bass clef, tiểu thể loại của khóa Fa), khóa alto và khóa tenor (hai tiểu thể loại của khóa Đô). Trong số này, khóa treble và khóa bass là thông dụng hơn cả.

## Diễn giải về các khóa nhạc
Sau đây là danh sách đầy đủ tất cả các khóa nhạc kèm với danh sách nhạc cụ và giọng hát được soạn với khóa đó. Mỗi khóa được vẽ tại vị trí tương ứng trên khuông nhạc, theo sau là nốt nhạc tham chiếu.

### Khóa Sol

#### Khóa treble

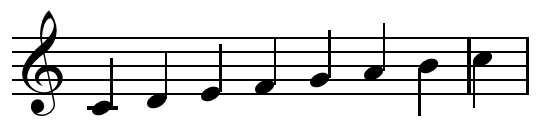
Gam âm nguyên ở C, khóa treble.

Khi khóa Sol (G-clef) được đặt tại dòng kẻ thứ hai của khuông nhạc, nó được gọi là khóa treble (treble clef). Đây là khóa phổ biến nhất ngày nay và là tiểu thể loại khóa Sol duy nhất còn sử dụng. Vì lý do này mà hai tên gọi thường được coi như đồng nghĩa. Theo truyền thống, người ta thường dùng khóa treble để ghi nhạc dành cho giọng kim, tiền dậy thì.
Các nhạc cụ được sáng tác nhạc với khóa treble là vĩ cầm, flute, ô-boa, bagpipe, kèn Anh, tất cả các loại clarinet, tất cả các loại saxophone, kèn cor, trumpet, cornet, vibraphone, mộc cầm, mandolin, recorder; nó cũng thường được dùng cho euphonium, kèn baritone, và ghita (có cao độ thấp hơn một quãng tám). Khóa treble được dùng trong khuông nhạc trên của một khuông nhạc lớn trong đó dùng harp và nhạc cụ phím. Thỉnh thoảng nó được dùng song hành với khóa tenor cho các nốt cao nhất do các nhạc cụ như cello, contrabass (có cao độ thấp hơn một quãng tám), pha-gốt và trombone. Thỉnh thoảng viola cũg dùng khóa treble cho những nốt có cao độ rất cao. Khóa này dùng cho các giọng hát gồm soprano, mezzo-soprano, alto, contralto và tenor. Giọng tenor thấp hơn một quãng tám và thường được viết nhạc với khóa quãng tám (xem phần dưới) hoặc khóa treble kép.

#### Khóa vĩ cầm Pháp

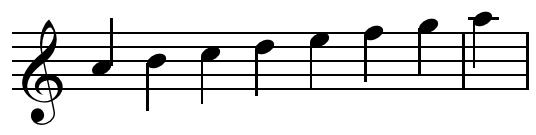
Gam âm nguyên ở C, khóa vĩ cầm Pháp

Khi khóa Sol được đặt trên dòng thứ nhất của khuông nhạc thì nó được gọi là khóa vĩ cầm Pháp (French violin clef), vì vào thế kỷ thứ 17 và 18 nó được các nhạc sĩ người Pháp dùng để ghi các bản nhạc soạn cho vĩ cầm hoặc flute. Nó giống với khóa Fa được dịch giọng thêm hai quãng tám.

### Khóa Fa

#### Khóa bass

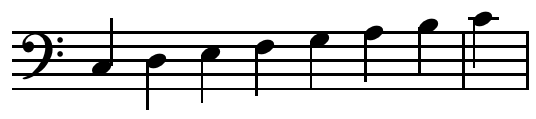
Gam âm nguyên ở C, khóa bass.

Khi đặt khóa Fa (F-clef) ở dòng thứ tư của khuông nhạc thì nó có tên là khóa bass (bass clef). Đây là tiểu thể loại khóa Fa duy nhất còn dùng, vì vậy hai tên gọi thường được coi như đồng nghĩa.

#### Khóa baritone (lỗi thời)

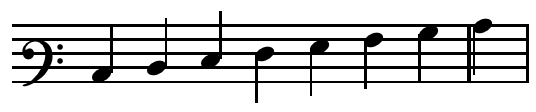
Gam âm nguyên ở C, khóa Fa baritone.

Khi đặt khóa Fa ở dòng thứ ba của khuông nhạc thì nó có tên là khóa baritone.
Khóa này dùng cho bè nhạc tay trái của nhạc cụ phím (đặt biệt là ở Pháp) cũng như bè dành cho giọng baritone.
Khóa baritone có một biến thể dưới dạng khóa Đô đặt ở dòng kẻ thứ năm; loại này ít phổ biến.

#### Khóa sub-bass (lỗi thời)
Khi đặt khóa fa trên dòng kẻ thứ năm thì nó có tên gọi là khóa sub-bass. Khóa này tương đương với khóa treble bị dịch giọng xuống hai quãng tám.
Ockeghem và Heinrich Schütz dùng khóa sub-bass để soạn những đoạn bass thấp, xuất hiện khá muộn trong tác phẩm Musikalisches Opfer của Bach.

### Khóa Đô

#### Khóa alto

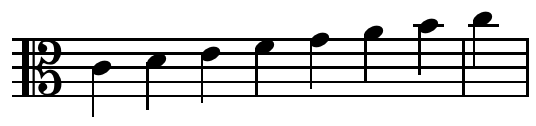
Gam âm nguyên ở C, khóa alto.

Khi đặt khóa Đô (C-clef) ở dòng kẻ thứ ba của khuông nhạc thì nó có tên gọi là khóa alto.
Khóa này thỉnh thoảng còn có tên là khóa viola, được dùng bởi viola, viola da gamba, alto trombone và mandola. Nó gắn liền với loại giọng phản tenor (countertenor) vì thế còn được gọi là khóa phản tenor. Sergei Prokofiev dùng khóa này khi soạn nhạc cho kèn Anh. Thỉnh thoảng khóa alto cũng có trong nhạc dành cho nhạc cụ dây từ xưa đến nay, ví dụ nhạc thánh ca hợp xướng dành cho đại phong cầm của Brahms hoặc tác phẩm Dream dành cho dương cầm của John Cage.

#### Khóa tenor

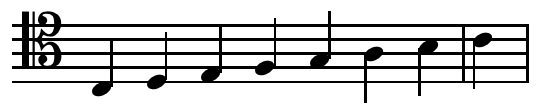
Gam âm nguyên ở C, khóa tenor.

Khi đặt khóa Đô tại dòng thứ tư của khuông nhạc thì nó có tên là khóa tenor.
Khóa này được dùng khi soạn nhạc cho các bè có cao độ cao cho pha-gốt, cello, euphonium, contrabass và trombone. Những nhạc cụ này dùng khóa bass cho các quãng âm từ thấp đến trung và cũng có dùng khóa treble cho bè cao độ cao. Khi dùng cho double bass thì âm thành thấp hơn một quãng tám so với cao độ được viết trên bản nhạc. Những bè nhạc dành cho vĩ cầm tenor cũng được viết với khóa này (ví dụ Op. 11 của Giovanni Battista Vitali). Trong các bản nhạc có lời trước đây, khóa này dùng trong bè nhạc dành cho giọng tenor nhưng đã bị thay thế bởi người ta chuyển sang dùng khóa treble quãng tám khi viết riêng hoặc dùng khóa bass khi kết hợp chung một khuông nhạc với bè nhạc dành cho giọng bass.

#### Khóa baritone (lỗi thời)

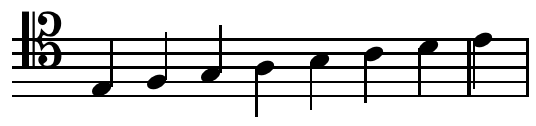
Gam âm nguyên ở C, khóa Đô baritone.

Khi đặt khóa Đô lên dòng kẻ thứ năm, nó có tên gọi là khóa baritone, tương đương với khóa Fa đặt trên dòng thứ ba phổ biến hơn nhiều.

#### Khóa mezzo-soprano (lỗi thời)

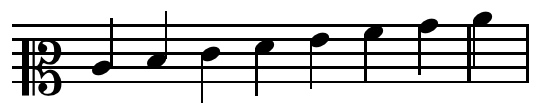
Gam âm nguyên ở C, khóa mezzo-soprano.

Khi đặt khóa Đô lên dòng kẻ thứ hai, nó có tên là khóa mezzo-soprano.

#### Khóa soprano (lỗi thời)

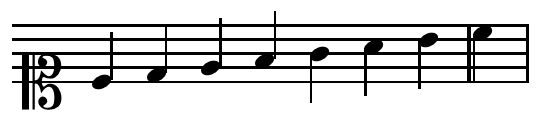
Gam âm nguyên ở C, khóa soprano.

Khi đặt khóa Đô lên dòng thứ nhất, nó có tên là khóa soprano.
Khóa này được dùng cho bè nhạc dành cho nhạc cụ phím (đặt biệt là ở Pháp) cũng như bè nhạc dành cho giọng soprano trong các bản nhạc có lời.

## Các khóa nhạc khác

### Khóa quãng tám

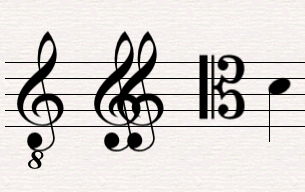
Ba loại khóa dưới quãng tám thể hiện nốt Đô giữa

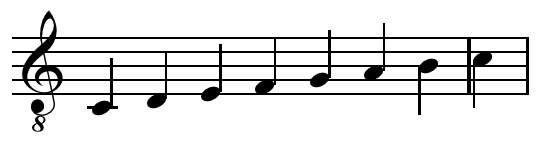
Gam âm nguyên ở C, khóa dưới quãng tám

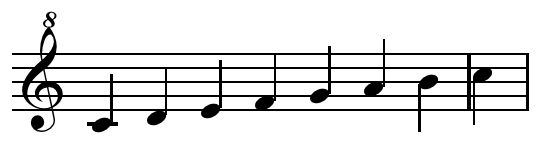
Gam âm nguyên ở C, khóa "sopranino (cao hơn một quãng tám so với khóa treble không ghi kèm số 8)

Bắt đầu từ thế kỷ 18, khóa treble được dùng cho các nhạc cụ dịch âm có âm thanh thấp hơn một quãng tám, chẳng hạn đàn ghita và cũng được dùng trong nhạc dành cho giọng tenor. Nhằm tránh lẫn lộn, người ta tạo thêm các loại khóa biến thể để thỉnh thoảng dùng, đặc biệt là khi soạn nhạc hợp xướng.
Thường thấy khóa quãng tám (octave clef) ở những bè nhạc dành cho giọng tenor trong nhạc phổ dành cho bốn giọng SATB, trong đó người sáng tác ghi thêm một chữ số "8" ở bên dưới khóa treble nhằm chỉ rõ rằng cao độ các nốt khi biểu diễn sẽ thấp hơn một quãng tám so với nốt nhạc được viết trong bản nhạc. Do loại khóa tenor đúng nghĩa đã mất dần khỏi thói quen sáng tác nhạc có lời, vì thế loại khóa treble "hạ xuống một quãng tám" cũng hay được gọi bằng danh xưng "khóa tenor". Thỉnh thoảng thấy khóa này xuất hiện trong nhạc sáng tác cho đàn mandolin quãng tám. Trong một số bản nhạc tổng phổ, người ta còn dùng ký hiệu hai khóa treble xếp chồng một phần lên nhau, cũng với ý nghĩa trên.
Khóa quãng tám cũng dùng khi viết nhạc cho piccolo, penny whistle, recorder và các nhạc cụ hơi gỗ khác.
Khóa Fa cũng kết hợp được với số 8 để ký hiệu rằng âm thanh thấp hơn một quãng tám. Loại khóa nhạc biến thể này dùng với nhạc cụ contrabass như double bass và contrabassoon. Khóa Fa loại ghi âm thanh cao hơn một quãng tám thì được dùng với bass recorder. Tuy vậy, cả hai loại này đều cực kỳ hiếm. Bình thường vì khóa Fa loại bass quá phổ dụng nên nghệ sĩ điều khiển nhạc cụ và ca sĩ có giọng vượt ngoài cao độ khuông nhạc thì sẽ ghi nhớ số dòng kẻ phụ cần thiết phải kẻ để viết các nốt nhạc vượt ra ngoài đó. Trong trường hợp nốt nhạc nằm vượt quá xa bên ngoài thì người ta đổi khóa nhạc sang khóa treble hoặc ghi chú hạ một quãng tám xuống.

### Khóa trung tính
Khóa trung tính (neutral clef) hay khóa bộ gõ (percussion clef) không phải là một loại khóa nhạc như khóa Sol, khóa Fa và khóa Đô. Đây đơn giản chỉ là một quy ước nói rằng các dòng kẻ và khe nhạc trong khuông nhạc được gán cho một nhạc cụ bộ gõ mà không kèm cao độ chính xác, nghĩa là chúng không được chuẩn hóa (trừ một số ngoại lệ), vì thế khi sáng tác thì phải ghi chú thích để lưu ý người đọc biết phải chơi nhạc thế nào. Những nhạc cụ gõ nào đã nhận dạng được cao độ thì không dùng khóa trung tính. Một số nhạc cụ cũng thuộc bộ gõ như trống định âm (soạn nhạc với khóa bass) và mallet percussion (soạn nhạc với khóa treble hoặc với khuông nhạc lớn) thường được ký nhạc trên các khuông nhạc khác nhau thay vì ký nhạc trên khuông nhạc không được chuẩn hóa cao độ nói trên.
Các khuông nhạc dùng khóa trung tính thì không phải lúc nào cũng có năm dòng kẻ. Rất thường thấy các khuông loại này chỉ có một dòng kẻ.
Khóa trung tính thỉnh thoảng dùng với các nhạc cụ không thuộc bộ gõ nhưng được chơi theo các kỹ thuật không rõ cao độ, chẳng hạn đập vào thân đàn vĩ cầm, violoncello hoặc ghita acoustic, hoặc là khi dàn hợp xuống bị yêu cầu phải vỗ tay, giậm chân; tuy thế, các giai điệu kiểu này thường ghi dưới dạng các dấu X trong khuông nhạc bình thường của nhạc cụ, phía trên có chua thêm chú thích để cho biết phải làm gì để tạo ra nhịp điệu phù hợp.

### Viết văn bản nhạc theo ngón tay

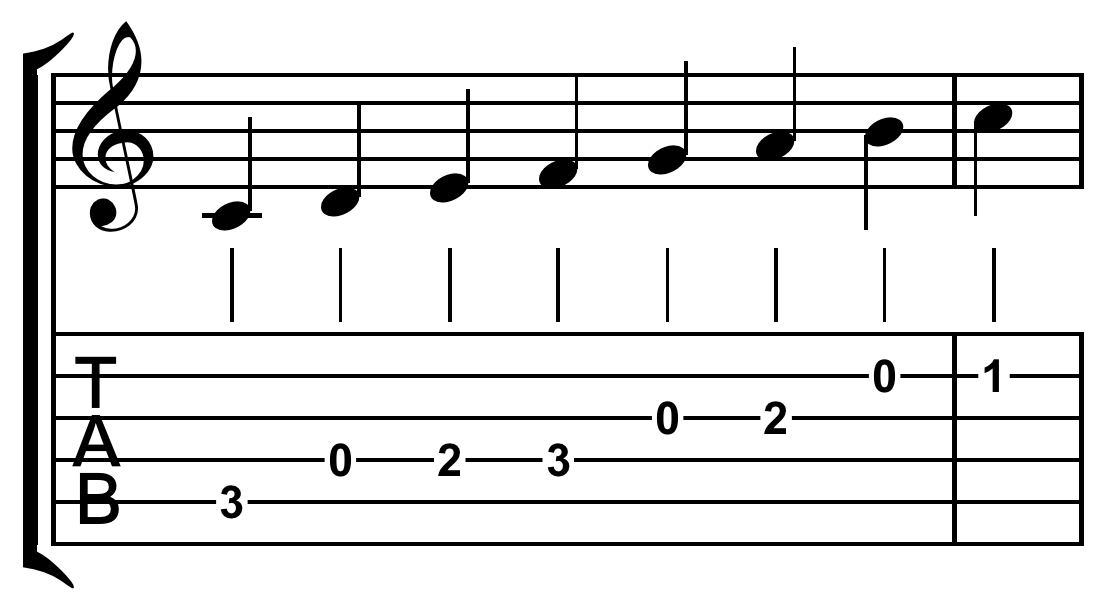
Gam âm nguyên ở C với hai cách ký nhạc cho đàn ghita: ký nhạc theo ngón tay (tablature) và ký nhạc theo nốt.

Đối với ghita và các nhạc cụ dây có fret (gợn ngang nằm sau dây đàn) khác thì có một cách ghi nhạc là ghi theo ngón tay (tablature) thay vì ghi theo nốt nhạc. Trường hợp này người ta ghi chú một ký hiệu TAB thay vì dùng khóa nhạc. Số dòng kẻ trong khuông không nhất thiết phải là năm dòng: mỗi dòng ứng với một dây của nhạc cụ (vì thế, nếu là ghita sáu dây tiêu chuẩn thì khuông nhạc để ghi nhạc cho nhạc cụ này sẽ có sáu dòng kẻ). Những chữ số ghi trên các dòng kẻ sẽ cho biết cần dùng fret nào với dây đàn nào. Ký hiệu TAB này cũng giống với khóa bộ gõ ở chỗ, nó không phải là một khóa nhạc đúng nghĩa mà là một ký hiệu dùng thay cho khóa nhạc.

## Lịch sử
Thuở đầu thay vì dùng ký hiệu khóa nhạc thì người ta dùng một đường thẳng tham chiếu trên đó ghi chữ cái tương ứng với tên nốt nhạc tham chiếu: Fa (F) và Đô (C), dễ thấy và dễ nhận biết hơn là Sol (G). Đây là những ký hiệu hay dùng nhất trong các bản nhạc bình ca Gregoriano. Theo thời gian những chữ cái này được trang trí trông kiểu cách hơn và biến thành các ký hiệu khóa nhạc như nay vẫn thấy.

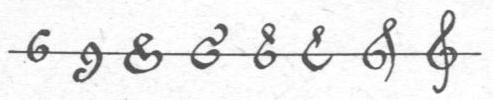
Sự biến đổi kiểu cách của khóa Sol
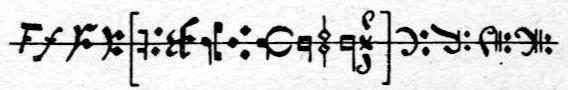
Sự biến đổi kiểu cách của khóa Fa
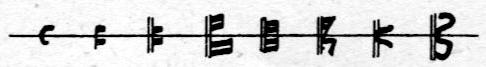
Sự biến đổi kiểu cách của khóa Đô